# Бажання (мультфільм)
«Бажання» (англ. Wish) — американський комп'ютерний анімаційний музичний фільм, створений Walt Disney Animation Studios та випущений Walt Disney Pictures. 62-й анімаційний фільм, створений студією. «Бажання» присвячено 100-річчю студії Disney, і об'єднує головну тему всіх фільмів Діснея: здійснення бажань. Художній стиль поєднує комп'ютерну анімацію з класичною мальованою анімацією Disney.
Розробка мультфільму почалася в січні 2022 року, коли Лі писала оригінальний фільм для Walt Disney Animation Studios. У вересні 2022 року проєкт було офіційно анонсовано. У головні ролі фільмі озвучені Аріаною ДеБоз, Аланом Тьюдіком та Крісом Пайном. Джулія Майклз та Бенджамін Райс були найняті, щоб написати пісні для фільму, а Девід Мецгер написати музику.
Фільм вийшов на екрани 22 листопада 2023 року студією Walt Disney Studios Motion Pictures.

## Сюжет
Король Магніфіко та його дружина, королева Амайя, заснували на острові в Середземному морі королівство Розас, де приймали всіх охочих. Вивчивши чаклунство, Магніфіко став брати в своїх підданих їхні найзаповітніші бажання, щоб раз на місяць, як урочистий захід, виконувати одне з них.
17-річна Аша готується стати ученицею Магніфіко в день 100-річчя її дідуся Сабіно. Вона сподівається, що Магніфіко виконає бажання Сабіно надихати людей. Зустріч із королем проходить добре, поки Аша не просить виконати бажання дідуся. Магніфіко побоюється, що його бажання надто небезпечне, бо надихнути можна як на хороші, так і погані справи. Аша розуміє, що коли люди віддають Магніфіко свої бажання, то забувають їх, а чарівник на свій розсуд вирішує які бажання здійснити. Тож дівчина пропонує повернути невиконані бажання власникам, щоб ті спробували виконати їх самі. Магніфіко обурюється та відмовляється навчати Ашу чи виконувати бажання будь-кого з її родини.
Аша безуспішно намагається переконати Сабіно та свою матір Сакіну, що Магніфіко свавільний і нечесний. Збентежена, вона загадує зірці власне бажання. На її подив, з неба спускається Зірка. Магія Зірки наділяє тварин навколо, зокрема улюбленого козлика Аші Валентино, здатністю розмовляти. Аша вирішує повернутися до замку Магніфіко та викрасти бажання, щоб повернути їх людям. Усі в королівстві побачили як Зірка спускалася з неба, а король вважає це загрозою. Жителі королівства сумніваються в силі Магніфіко. Тоді Магніфіко оголошує, що позачергово виконує бажання тієї людини, яка повідомить причину появи Зірки. В разі переховування винних, він обіцяє навпаки знищити бажання.
Аша повертає бажання Сабіно, і він надзвичайно радий, що може згадати його. Та невдовзі Магніфіко приходить до нього додому і, зрозумівши, що Аша пов'язана з Зіркою, знищує бажання Сабіно. Це дає йому силу підкорити заборонену темну магію. Король вирішує створити для цього магічний жезл, для чого знищує бажання ще трьох людей, які публічно засумнівалися в ньому. Вину ж за знищення бажань він покладає на Ашу. Амайя перестає довіряти Магніфіко.
Сабіно та Сакіна тікають на сусідній острів, а Аша, Зірка та Валентино залишаться, щоб звільнити бажання громадян. Один із друзів Аші, Саймон, виявляється тим, хто видав Ашу королю в надії, що його бажання стати лицарем буде виконано. Магніфіко виконує його бажання, але додатково зачаровує Саймона, щоб той слухався його та допоміг спіймати Ашу.
Аша згуртовує інших своїх друзів: Далію, Базіму, Даріо, Габо, Гела та Сафі. Амайя, отримавши повідомлення від Аші через мишу, також приєднується до них. Зірка створює для Аші чарівну паличку, проте її магія працює випадково й непередбачувано. Аша відволікає короля, вирушивши до лісу, поки її друзі проникають у кабінет Магніфіко, де зберігаються бажання. Саймон знаходить Ашу, але його затримують лісові звірі. Дівчина повертається до замку, де її друзі змогли звільнити бажання.
Магніфіко піднімається на головну вежу замку, знищує всі бажання та захоплює Зірку. Аша намагається зупинити його, але король за допомогою жезла знерухомлює її та інших громадян, і закриває небо хмарами, щоб ніхто не міг звернутися за допомогою до решти зірок. Не бажаючи здаватися, Аша закликає громадян загадати бажання змінити майбутнє Розаса. Це відновлює всі бажання, викрадені Магніфіко, а самого короля ув'язнює в жезлі. Амайя наказує взяти камінь з жезла та повісити його в підвалі як дзеркало.
Амайя лишається правити Розасом, допомагаючи громадянам самостійно здійснювати їхні бажання. Аша та її друзі вибачають Саймона. Зірка повертається на небо, а Аші залишає чарівну паличку, щоб вона могла надихнути людей продовжувати мріяти.

## Озвучення
- Аріана ДеБоз у ролі Аші, 17-річної дівчини, яка отримує від Зірки змогу врятувати Розас, повернувши людям їхні бажання, викрадені Магніфіко.
- Кріс Пайн у ролі короля Магніфіко, правителя Розаса, який зберігає бажання людей.
- Алан Тьюдік у ролі Валентино, цапа, чиє бажання спілкуватися збувається після того, як магія Зірки дарує йому здатність розмовляти по-людськи.
- Анжелік Кабрал у ролі королеви Амайї, дружини короля Магніфіко.
- Віктор Ґарбер у ролі Сабіно, 100-річного дідуся Аші, який чекає виконання свого бажання.
- Наташа Ротвелл — Сакіна, мати Аші.
- Дженніфер Куміяма — Далія, найкраща подруга Аші, королівська пекарка.
- Гарві Гіллен у ролі Габо, скептичного підлітка, що критикує ідеї інших.
- Ніко Варгас у ролі Гели, веселої дівчини.
- Еван Пітерс у ролі Саймона, сильного підлітка, чия мрія — це стати лицарем.
- Рамі Юсеф у ролі Сафі, хлопчика, який страждає на алергію.
- Джон Рудницький у ролі Даріо, кремезного та сором'язливого друга Аші.
- Делла Саба в ролі Базіми, сором'язливої дівчини.

## Виробництво
21 січня 2022 року оголосили, що Дженніфер Лі пише оригінальний фільм для Walt Disney Animation Studios. 9 вересня 2022 року під час презентації D23 Expo 2022 компанія Disney Animation оголосила про новий фільм під назвою «Бажання», режисерами якого стали Кріс Бак та Фавн Вірасунторн, а продюсерами — Пітер Дель Вечо та Хуан Пабло Рейес. Також повідомляється, що художній стиль поєднує в собі класичну мальовану анімацію Disney та комп'ютерну анімацію, яку компанія почала використовувати в сучасний період.

### Кастинг
9 вересня 2022 року під час презентації D23 Expo 2022 було оголошено про те, що Аріана ДеБоз та Алан Тудік зіграють головні ролі Аші та Валентино відповідно. 26 квітня 2023 року під час CinemaCon було оголошено, що Кріс Пайн був доданий до акторського складу як озвучення короля Маньїфіко.
Лі сказав про Пайна: «Як найвпливовішу людину в королівстві, короля Манґніфіко мав зіграти хтось, хто міг би надати цьому великодушному персонажу весь шарм, кмітливість і харизму, і Кріс чудово втілив усе це, а потім і дещо».

## Прем'єра
Прем'єра відбулася 22 листопада 2023 року.

## Сприйняття
На агрегаторі рецензій Rotten Tomatoes «Бажання» має 48 % схвальних рецензій з середньою оцінкою 5,7/10. Консенсус вебсайту стверджує: «„Бажання“ заробляє трохи на душі тим, як він тепло згадує багатьох класичних творів студії, але ностальгія не може замінити справжню магію оповідання — незалежно від того, наскільки чудовою анімацією вона може бути». На Metacritic середня оцінка фільму складає 47 зі 100, що відповідає «змішаним або посереднім» рецензіям.
Ліві Скотт з Inverse розкритикував «Бажання» за відсутність нововведень і експлуатацію ностальгії. За словами критика, фільм поєднує вшанування попередніх творів студії з їх механічним повторюванням. Після виходу «Людини-павука: Навколо Всесвіту», Дісней все ще намагається наздогнати згаяне і «Бажання» не стало кроком уперед. «Компанії час позбутися власного страху — лише тоді вона зможе повернути собі інновації, які колись зробили її такою неперевершеною».
Джон Наґент у Empire писав, що «Бажання» вийшло одночасно і святкуванням історії студії Діснея, і найменш оригінальною з її історій. Стиль анімації знаходить золоту середину між 2D і 3D, явно під впливом «Людини-павука». В фільмі чудові акварельні фони, розкішне освітлення та тонка анімація персонажів. «Бажання» — це мила казка, що розповідається дуже шаблонно з безглуздими жартами. В Аші є семеро друзів, дуже схожих на гномів з «Білосніжки», а сама Аша, бажаючи піти вчитися в Магніфіко, посилається на мультфільм «Учень чаклуна». Музика Дейва Метцгера м'яко запозичує музичний мотив із теми «Піноккіо» Лі Гарлайна «When You Wish Upon A Star».
Микита Казимиров з ITC.ua похвалив анімацію, що стилізована під традиційний малюнок. Фільм, згідно з висновком, не виходить за жодні рамки, не стає одкровенням, але зі своєю основною метою він справляється чудово: «Disney точно може дозволити собі грамотну торгівлю ностальгією, під час перегляду якої вам хоча б не буде нудно».
Лідія Новоселецька з журналу «Фокус» відгукнулася, що «жодних сюжетних несподіванок або складних технічних прийомів, не властивих попереднім анімаційним картинам студії, у мультфільмі не спостерігалося». На фоні доволі типових персонажів, Магніфіко — ідеальний приклад чарівного, самовдоволеного лиходія, такого ж драматичного, як Джафар з «Аладдіна». В той же час він єдиний значний чоловічий персонаж. Пісні в «Бажанні» звучать трохи натужно і не завжди доречно. Але загалом, фільм, присвячений століттю студії — це «черговий гарний добрий мультфільм у її найкращих традиціях: щось середнє між „Аладдіном“, „Білосніжкою“, „Сплячою красунею“ та всіма іншими казками, створеними за 100 років існування Disney».